# Sly & the Family Stone
Sly & the Family Stone — существовавший в 1967—1975 годах музыкальный коллектив Слая Стоуна, игравший эклектичную музыку с преобладанием жесткого фанка, подчас с налётом психоделики. Это была первая группа в истории американской сцены, в которой на равных участвовали белые и чёрные, мужчины и женщины.
Историки популярной музыки значение Sly & the Family Stone видят ещё и в том, что они привили музыке чернокожих (соул, фанк, хип-хоп) традицию социально-политического комментария. В 1993 году группа была включена в Зал славы рок-н-ролла.

## История
Группа была сформирована в начале 1967 г. в Сан-Франциско музыкантом Слаем Стоуном, который дал ей своё имя. Среди её участников оказалась и Синтия Робинсон, с которой Стоун за год до этого выступал в группе The Stoners.
Что было совершенно нехарактерно для музыки того времени, участники группы происходили из совершенно различных этнических сред. Именно это выделяло их среди многочисленных калифорнийских коллективов «лета любви». Они были быстро замечены и получили контракт с местным лейблом Loadstone. Над записью дебютного альбома «A Whole New Thing» работали следующие музыканты:
- Слай Стоун — вокал;
- Фред Стюарт — гитара, вокал;
- Ларри Грэм — басы, вокал;
- Грег Эррико — ударные;
- Джери Мартини — саксофон;
- Роузи Стоун — клавишные.

В начале 1968 года вышел второй альбом группы, «Dance to the Music», заглавный трек с которого дошёл в поп-чартах США до первой десятки. В конце года группа записала свой самый большой хит, «Everyday People», взобравшийся в Billboard Hot 100 на 1-е место. Эта прославляющая этническое равенство песня стала визитной карточкой группы и обеспечила успех их 4-го альбома «Stand!» (1969).
В 1969 году Sly & the Family Stone закрепились на музыкальном олимпе США с жёсткими фанковыми импровизациями вроде «Sex Machine». Наибольшая слава сопутствовала их живым выступлениям, что лишний раз подтвердило их участие на фестивале в Вудстоке, ставшее одним из наиболее запоминающихся. В конце года группа вернулась на 1-е место в чартах с новой песней «Hot Fun in the Summertime». К 1970 году группа записала достаточно материала, чтобы выпустить подборку лучших песен (2-е место в США).
Между тем Слай Стоун пристрастился к наркотикам, всё чаще опаздывая на концерты и пропуская репетиции. Наблюдатели объясняли его движение по наклонной разочарованием в том, как заглохло движение за гражданские права. Эти настроения выплеснулись в самой мрачной пластинке группы — «There’s a Riot Goin' On» (1971). Несмотря на грандиозный успех экспериментального хита «Family Affair» (1-е место в США), популярность коллектива после выхода диска пошла на убыль.
Накопившиеся в группе разногласия относительно путей её дальнейшего развития привели к тому, что Грэм и Эррико в 1972 г. покинули коллектив. Слай Стоун выпустил под именем группы ещё два альбома, не имевшие резонанса предыдущих записей. После 1975 г. записи Слая выпускались под его собственным именем, и группа перестала существовать до 2007 года, когда её участники воссоединились для гастрольного тура по США.

## Признание
О том, что память о Sly & the Family Stone жива, свидетельствует тот факт, что опрошенные журналом Rolling Stone музыканты и журналисты, подводя итоги XX века, включили группу в число 50-ти наиболее влиятельных исполнителей эпохи рок-н-ролла.
В 2005 году вышел трибьют-альбом, на котором песни группы исполнили звёзды сегодняшнего дня — Стивен Тайлер, Джон Ледженд, Will.i.am, группы Maroon 5 и The Roots.
Часть 48-й церемонии «Грэмми» была посвящена исполнению хитов Слая Стоуна участниками трибьют-проекта и примкнувшей к ним хип-хоп-дивой Сиарой. Тогда же состоялось первое за 20 лет живое выступление самого Слая.

## Дискография
- 1967 — A Whole New Thing
- 1968 — Dance to the Music
- 1968 — Life
- 1969 — Stand!
- 1971 — There's a Riot Goin' On
- 1973 — Fresh
- 1974 — Small Talk
- 1975 — High on You
- 1976 — Heard Ya Missed Me, Well I’m Back
- 1979 — Back on the Right Track
- 1982 — Ain’t but the One Way